# 1521 год
1521 (ты́сяча пятьсо́т два́дцать пе́рвый) год  по юлианскому календарю — невисокосный год, начинающийся во вторник. Это 1521 год нашей эры, 1‑й год 3‑го десятилетия XVI века 2‑го тысячелетия, 2‑й год 1520‑х годов. Он закончился 504 года назад.
| Пн | Вт | Ср | Чт | Пт | Сб | Вс |
|    | 1  | 2  | 3  | 4  | 5  | 6  |
| 7  | 8  | 9  | 10 | 11 | 12 | 13 |
| 14 | 15 | 16 | 17 | 18 | 19 | 20 |
| 21 | 22 | 23 | 24 | 25 | 26 | 27 |
| 28 | 29 | 30 | 31 |    |    |    |

| Пн | Вт | Ср | Чт | Пт | Сб | Вс |
|    |    |    |    | 1  | 2  | 3  |
| 4  | 5  | 6  | 7  | 8  | 9  | 10 |
| 11 | 12 | 13 | 14 | 15 | 16 | 17 |
| 18 | 19 | 20 | 21 | 22 | 23 | 24 |
| 25 | 26 | 27 | 28 |    |    |    |

| Пн | Вт | Ср | Чт | Пт | Сб | Вс |
|    |    |    |    | 1  | 2  | 3  |
| 4  | 5  | 6  | 7  | 8  | 9  | 10 |
| 11 | 12 | 13 | 14 | 15 | 16 | 17 |
| 18 | 19 | 20 | 21 | 22 | 23 | 24 |
| 25 | 26 | 27 | 28 | 29 | 30 | 31 |

| Пн | Вт | Ср | Чт | Пт | Сб | Вс |
| 1  | 2  | 3  | 4  | 5  | 6  | 7  |
| 8  | 9  | 10 | 11 | 12 | 13 | 14 |
| 15 | 16 | 17 | 18 | 19 | 20 | 21 |
| 22 | 23 | 24 | 25 | 26 | 27 | 28 |
| 29 | 30 |    |    |    |    |    |

| Пн | Вт | Ср | Чт | Пт | Сб | Вс |
|    |    | 1  | 2  | 3  | 4  | 5  |
| 6  | 7  | 8  | 9  | 10 | 11 | 12 |
| 13 | 14 | 15 | 16 | 17 | 18 | 19 |
| 20 | 21 | 22 | 23 | 24 | 25 | 26 |
| 27 | 28 | 29 | 30 | 31 |    |    |

| Пн | Вт | Ср | Чт | Пт | Сб | Вс |
|    |    |    |    |    | 1  | 2  |
| 3  | 4  | 5  | 6  | 7  | 8  | 9  |
| 10 | 11 | 12 | 13 | 14 | 15 | 16 |
| 17 | 18 | 19 | 20 | 21 | 22 | 23 |
| 24 | 25 | 26 | 27 | 28 | 29 | 30 |

| Пн | Вт | Ср | Чт | Пт | Сб | Вс |
| 1  | 2  | 3  | 4  | 5  | 6  | 7  |
| 8  | 9  | 10 | 11 | 12 | 13 | 14 |
| 15 | 16 | 17 | 18 | 19 | 20 | 21 |
| 22 | 23 | 24 | 25 | 26 | 27 | 28 |
| 29 | 30 | 31 |    |    |    |    |

| Пн | Вт | Ср | Чт | Пт | Сб | Вс |
|    |    |    | 1  | 2  | 3  | 4  |
| 5  | 6  | 7  | 8  | 9  | 10 | 11 |
| 12 | 13 | 14 | 15 | 16 | 17 | 18 |
| 19 | 20 | 21 | 22 | 23 | 24 | 25 |
| 26 | 27 | 28 | 29 | 30 | 31 |    |

| Пн | Вт | Ср | Чт | Пт | Сб | Вс |
|    |    |    |    |    |    | 1  |
| 2  | 3  | 4  | 5  | 6  | 7  | 8  |
| 9  | 10 | 11 | 12 | 13 | 14 | 15 |
| 16 | 17 | 18 | 19 | 20 | 21 | 22 |
| 23 | 24 | 25 | 26 | 27 | 28 | 29 |
| 30 |    |    |    |    |    |    |

| Пн | Вт | Ср | Чт | Пт | Сб | Вс |
|    | 1  | 2  | 3  | 4  | 5  | 6  |
| 7  | 8  | 9  | 10 | 11 | 12 | 13 |
| 14 | 15 | 16 | 17 | 18 | 19 | 20 |
| 21 | 22 | 23 | 24 | 25 | 26 | 27 |
| 28 | 29 | 30 | 31 |    |    |    |

| Пн | Вт | Ср | Чт | Пт | Сб | Вс |
|    |    |    |    | 1  | 2  | 3  |
| 4  | 5  | 6  | 7  | 8  | 9  | 10 |
| 11 | 12 | 13 | 14 | 15 | 16 | 17 |
| 18 | 19 | 20 | 21 | 22 | 23 | 24 |
| 25 | 26 | 27 | 28 | 29 | 30 |    |

| Пн | Вт | Ср | Чт | Пт | Сб | Вс |
|    |    |    |    |    |    | 1  |
| 2  | 3  | 4  | 5  | 6  | 7  | 8  |
| 9  | 10 | 11 | 12 | 13 | 14 | 15 |
| 16 | 17 | 18 | 19 | 20 | 21 | 22 |
| 23 | 24 | 25 | 26 | 27 | 28 | 29 |
| 30 | 31 |    |    |    |    |    |

## События

### Восточная Европа
- Апрель — Коперник назначается комиссаром Вармии.
- Землетрясением разрушен город Коринф (Греция).

### Западная и Центральная Европа
- 1493—1593 — Столетняя хорватско-османская война. Серия вооружённых конфликтов между Королевством Хорватия и Османской империей[1].
- 1507—1622 — Португало-персидская война. Ряд вооружённых конфликтов между колониалистской Португалией и вассальным Ормузом, с одной стороны, и Сефевидской империей, поддерживаемой англичанами, с другой[2].
- 1511—1641 — Малайско-португальская война. Вооружённый конфликт XVI-XVII веков, в котором Малаккский султанат при поддержке империи Мин, Голландской Ост-Индской компании (с 1607) и Джохора безуспешно сопротивлялся Португальской империи, стремившейся захватить Малакку и установить контроль над торговлей между Индией и Китаем[3].
- 1515—1523 — Восстание фрисландских крестьян против властей Голландии[4].
- 1519—1521 — закончилась Польско-тевтонская война[5].
  - 5 апреля — в Торуни между Королевством Польским и Тевтонским орденом было подписано соглашение о прекращении огня на четыре года. Стороны также соглашались передать конфликт на третейский суд Карла V и венгерского короля Людовика Ягеллона[5].
- 1519—1523 — война Хильдесхаймская вражда[6].
- 1520—1522 — Восстание комунерос[7].
- 1521—1523 — началась Война за независимость Швеции[8].
  - Начало крестьянского восстания в Швеции за освобождение от датского владычества во главе с Густавом Вазой (в 1523 шведский король Густав I Ваза)[9].
- 1521—1526 — началась Османо-венгерская война[10].
  - 25 июня—29 августа  — осада Белграда войсками Сулеймана I[11].

- 1521—1526 — началась Итальянская война[12].
  - 20 мая — битва при Памплоне[13].
  - 30 июня — битва при Ноайне[14].
- 3 января — Папа Римский Лев X отлучает от церкви Мартина Лютера.
- Февраль — восстание ремесленников и крестьян на Мальорке. Зима — Неудачная осада повстанцами Алькудии.
- Весна — манифест «Хунты отрядов», провозглашавшей себя высшей властью в Кастилии.
- 18 апреля — Мартин Лютер защищал перед рейхстагом в Вормсе своё учение.
- 23 апреля — войска «Святой хунты» разгромлены около Вильялара. Падилья и другие вожди хунты попали в плен и казнены. Войска короля осадили Толедо, обороной которого руководила Мария Пачеко, вдова Падильи.
- 28 апреля — в Вормсе заключён договор между императором Карлом V и Фердинандом I Австрийским о разделе владений Габсбургов. Карл V получал императорскую корону, Испанию и её владения вместе с Испанскими Нидерландами, Фердинанд — австрийские земли[15].
- Октябрь — капитуляция Толедо. Мария Пачеко бежала в Португалию.
- 28 ноября — император Карл V, английский король Генрих VIII и римский папа Лев X подписали соглашение о союзе, направленном против Франции.
- Вормсский рейхстаг в Германии. Карл V и князья потребовали от Лютера отречься от своего учения, тот отказался. Принятие эдикта против Лютера. Лютер скрылся в замке курфюрста Саксонии.
- Победы отрядов «Хермании» во главе с Висенте Перисом над дворянами.

### Азия
- 1510—1528 — война между Сефевидами и Шейбанидами. Серия конфликтов между узбекской династией Шейбанидов, которые основали Бухарское ханство, и Сефевидским государством[16].
- 1514—1555 — Турецко-персидская война[17].
- Захват португальцами Чаула.

### Америка и Океания
- 6 марта — Фернан Магеллан, во время кругосветного путешествия, открыл остров Гуам.
  - 17 марта — Фернан Магеллан открыл остров Себу в Филиппинском архипелаге.
  - Весна — Магеллан достигает Филиппинских островов.
  - 27 апреля — вмешавшись в распрю двух местных правителей, Магеллан убит в стычке с филиппинцами.
- Кортес Эрнан пополнил свой отряд испанцами, прибывшими с Кубы, и заключил союз с индейскими племенами. Собрав 10-тысячную армию, осадил Теночтитлан.
  - 3 августа — испанцы вошли в разрушенный Теночтитлан.
  - 13 августа — падение Теночтитлана, столицы ацтеков, под натиском конкистадоров. Испанцы основали на месте старого города новый, который и стал предтечей нынешнего Мехико.

### Крымское ханство
- 1521—1524 — Сагиб I Гирей казанский хан. Призван знатью на Казанский престол, как близкий родственник хана Мухаммед-Эмина. Твёрдый и последовательный противник Русского государства[18].
- Мухаммед I Гирей сажает на казанский престол своего брата Сагиб-Гирея[19].
- Мухаммед I Гирей главный организатор похода крымчан на Москву[20].
- Сыновьям крымского хана Менгли-Гирея (ум. 1515), удалось распространить свою власть на Казанское ханство, где на ханском престоле утвердился Сахиб-Гирей[21].

## Русское государство
Правление: 1505—1533 — Василий III Иванович
- 1512—1522 — Русско-литовская война[22].
  - Крымский хан Мухаммед-Гирей, прежний союзник Василия, "таинственно" заключает союз против Москвы с польским королём Сигизмундом. Это резко ухудшает внешнеполитическое положение Руси[23].
  - 14 сентября — Василия III заключает пятилетнее перемирие с ВКЛ[23].
  - 30 ноября — русские дипломаты выезжают к польскому королю Сигизмунду I для ратификации мирного договора[23].
- 1521—1524 — Русско—казанская война[24].
  - Апрель — казанская знать изгоняет из Казани ставленника Василия III — хана Шигалея и приглашает на казанский ханский престол Сагиб-Гирея, который начал активную анти русскую политику[23][24].
  - Русский посол Василий Поджогин и русские купцы были ограблены и арестованы[25].
  - Май — Шах-Али с гаремом прибывает в Москву, где его торжественно встречают[25].
  - Конец весны — осень — набеги казанских татар (отчасти совпали с нападением крымцев) на огромные территории на востоке, северо-востоке и юго-востоке Руси. Разорены Нижний Новгород и окрестности Владимира. Под Коломной крымский и казанский ханы соединили свои войска для совместного наступления на Москву[25][26].
  - Галич подвергся нападению казанских татар[27].
  - 1 августа — крымский и казанский ханы появились в окрестностях русской столицы. Татары опустошили и разорили столичные предместья, захватив большое количество пленников[25].
- Русско—крымский конфликт[24].
  - 28 июня — после возобновления союза Крымского ханства с ВКЛ, состоялся крупный поход соединённых крымско-казанских войск на Москву, под предводительством Мухаммед-Гирея I, который привёл к разорению центральных областей Русского государства. Были разорены посады Тулы, Коломны и др. Хан разоряет Коломенские места, а некоторые отряды подходят к селу Острову и сжигают Николо-Угрешский монастырь. Крымцы, в июле, преодолев Оку, разбили наголову посланное великим князем русское войско, и не дошли до Москвы 2 км, разорили село Воробьёво. При этом погибли воеводы Владимир Михайлович Чёрный Курбский, Иван Андреевич Шереметев и другие. Князь Фёдор Васильевич Лопата Оболенский был захвачен в плен[28].
  - Василий III узнав о нападении крымцев, выезжает из Москвы в Волоколамск и начинает собирать войска[23].
  - Из Великого Новгорода и Пскова к великому князю начинают собираться русские войска под предводительством  Михаила Васильевича Кислого Горбатого[23].
  - Гороховец и Данков сожжёны отрядами казанских татар, поддерживающих набег крымского хана на Москву[29][30].
  - Таруса разорена отрядами крымских татар[31].
  - 3 июня — не дожидаясь подхода русских войск и получив выкуп с москвичей, от Москвы отступило войско крымского хана Мехмеда I Гирея, совершив поход в Рязань, а затем уходит восвояси[23].
  - Август — осада Переяславля-Рязанского[32].
  - Август — Мухаммед I Гирей спешно вернулся в Крым, который подвергся нападению астраханцев (возможно, оно было вызвано действиями русских дипломатов)[20].
- Ночь с 28 на 29 июля — великий рязанский князь Иван Иванович бежит из под стражи в ВКЛ, заключённый в 1520 году по указанию великого князя. Окончательное присоединение Рязани и Рязанского княжества к централизованному Московскому государству[22].
  - Переяслав-Рязанский из столицы Рязанского княжества стал уездным центром Русского государства[33].
- Русско—ливонское перемирие:
  - 01 сентября — новгородский наместник Ростовский Александр Владимирович, по поручению великого князя, ведёт переговоры с магистром Ливонского ордена Вальтером фон Плеттенбергом и заключает перемирие с Ливонией сроком на 10 лет[34][23].
  - Русско-ливонское перемирие, направленное  на облегчение торговли русских купцов на территории Ливонского Ордена[22].
- Конфликт царя с митрополитом:
  - Василий III Иванович вступил в конфликт с митрополитом Варлаамом (вероятно, был вызван постоянным "печалованием" митрополита за опальных)[22].
  - 17 декабря — за отказ поспособствовать поимке Василия  Ивановича Шемячича, митрополит Варлаам покинул кафедру, а затем был сослан великим князем в Спасо-Каменный монастырь на Кубенском озере[22].
- Угличское княжество принадлежавшее Дмитрию Ивановичу Жилка, после его смерти, вошло в состав Московского государства[22][35].
  - Намерение Василия III о погребении брата Дмитрия Жилка в Архангельском соборе Московского Кремля едва не привело к силовому столкновению, так как члены двора Дмитрия Жилки и угличане решительно не хотели отдавать тело своего князя. После долгих споров тело было выдано. Погребение в Москве было совершено с невиданными ранее церемониями[35].
  - Ржев начал управляться московскими наместниками[36].
- 1521—1522 — Максим Грек переводит с греческого языка "Толковый Псалтырь"[37].
- Обретены нетленные мощи преподобного Макария Калязинского (канонизирован в 1547 году)[38].
- Началось сооружение Большой засечной черты для защиты Русского государства от набегов Крымского ханства[22]
- Пожалованы боярством: Бельский Дмитрий Фёдорович, Захарьин Михаил Юрьевич и Горбатой Андрей Борисович (ум. 1532)[39].
- 1521—1523 — Мещовском владел новгород-северский князь Шемячич Василий Иванович[40].
- 1517—1526 — сооружаются новые укрепления во Пскове[41]

## Начало правления
См. также: Список глав государств в 1521 году
- 1521—1557 — король Португалии Жуан III Благочестивый.
- 1521—1564 — Эрцгерцог Австрии Фердинанд I.
- Ок. 1521/22—ок. 1531/32) — Тахир, хан Казахского ханства[42].

## Наука и искусство
- Декабрь — выпущено первое издание Loci communes Филиппа Меланхтона — первое изложение лютеранской догматики.
- Врач Вацлав Паер издал трактат «Рассуждение о курорте Карла IV» с первым описанием лечения на источниках.
- В Испании изобретён первый мушкет.
- Первые печатные ребусы помещены в книге.
- В городе Шлеттштадт (Эльзас) появилась первая наряжённая ёлка.

## Родились

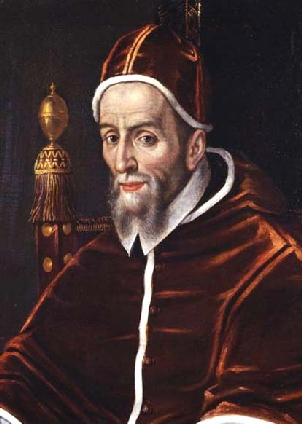
Портрет Урбана VII

См. также: Категория:Родившиеся в 1521 году
- Анна Аскью — английская поэтесса.
- Канизий, Пётр — нидерландский религиозный деятель, член ордена иезуитов, канонизированный Католической церковью. Причислен к числу Учителей Церкви. Дядя Генриха Канизия.
- Кристина Датская — датская принцесса. В первом браке носила титул герцогини Миланской, а во втором — герцогини Лотарингии.
- Сикст V — папа римский с 24 апреля 1585 по 27 июля 1590.
- Такэда Сингэн — даймё и полководец Японии периода Сэнгоку («Воюющих провинций», 1467—1568 гг.).
- Урбан VII — папа римский с 15 сентября по 27 сентября 1590.
- Шехзаде Мехмед — (1521, Стамбул — 1543, Маниса) — старший сын Сулеймана I Великолепного и его жены Хюррем Султан. Санджак-бей Манисы с 1541 по 1543 годы.

## Скончались

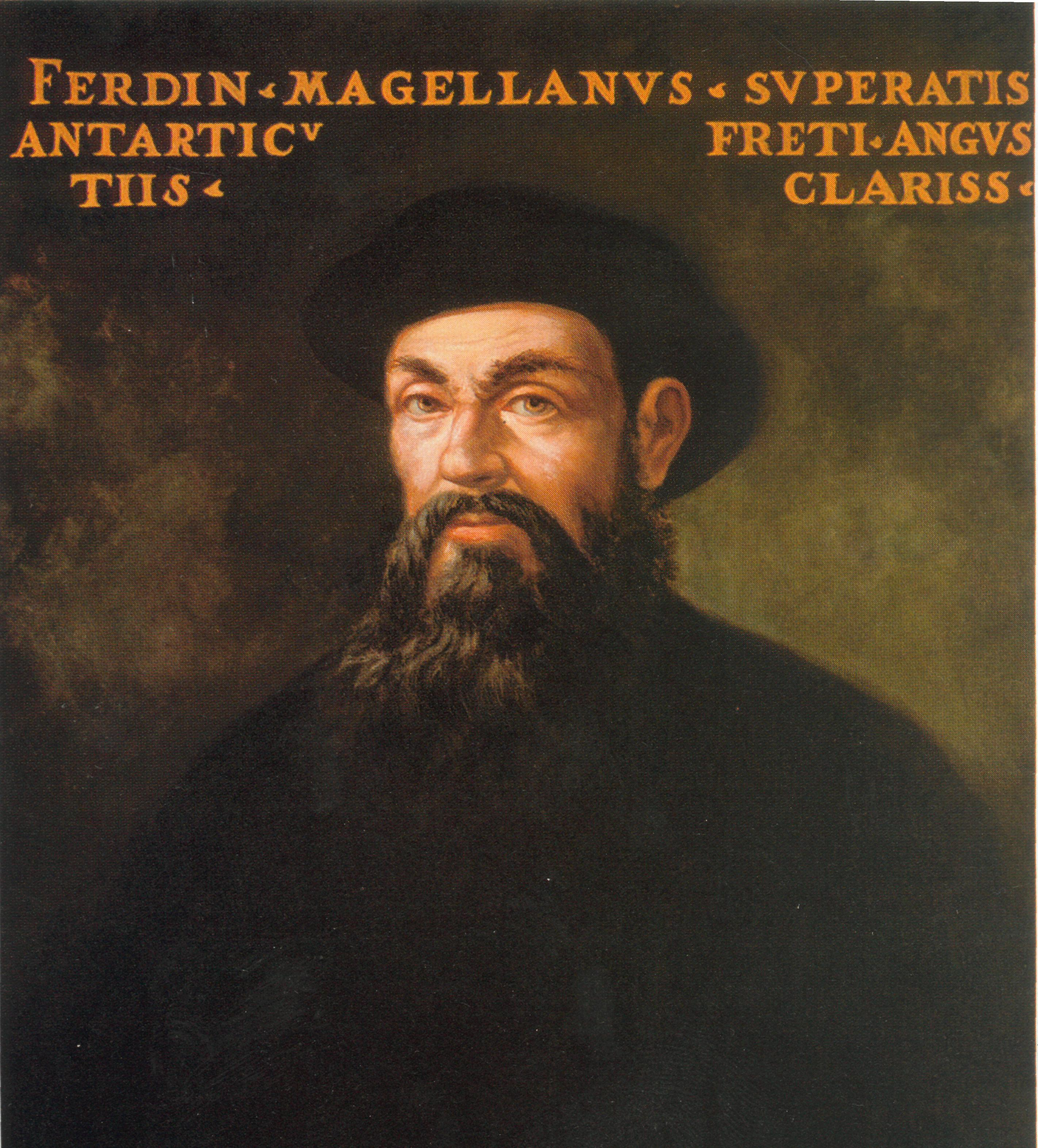
Портрет Магеллана

См. также: Категория:Умершие в 1521 году
- 14 февраля — Угличский князь Дмитрий Жилка (родной брат великого князя Василия III)[23].
- 27 апреля — Фернан Магеллан, португальский и испанский мореплаватель. Командовал экспедицией, совершившей первое известное кругосветное путешествие. Открыл пролив, позже названный его именем, став первым европейцем, проследовавшим из Атлантического океана в Тихий.
- 1 мая — Дуарте Барбоза, португальский офицер, мореплаватель и писатель, участник экспедиции Магеллана.
- 1 декабря — Лев X, папа римский с 11 марта 1513 по 1 декабря 1521. Последний папа, не имевший священного сана на момент избрания.
- 13 декабря — Мануэль I, король Португалии.
- Себастьян Брант — немецкий писатель («Корабль дураков»).
- Жоскен Депре — французский композитор, один из главных представителей франко-фламандской полифонической школы.
- Господарь Валахии Нягое (из династии Басарабов).
- Понсе де Леон, Хуан — испанский конкистадор, который основал первое европейское поселение на Пуэрто-Рико и во время поисков «источника вечной молодости» открыл в 1513 году Флориду.
- Чжу Хоучжао — император династии Мин с 1505 года.
- Джанибек — хан Астраханского ханства (1514-1521)[42].